# 南迪熊
南迪熊（英语：Nandi Bear，又译纳迪熊）是一種出没于非洲肯尼亚的神秘生物，它的名字来源于居住在肯尼亚西部的南迪人。在不同地区，南迪熊也被称为Duba，Ngoloko，Chimosit，Chimisit，Kikambangwe，Vere，Kerit，Sabrookoo。

## 可能的解释
阿特拉斯棕熊
一个常见的理论认为，南迪熊是1870年灭绝的非洲熊类阿特拉斯棕熊，另一类似理论则认为南迪熊是类似阿特拉斯棕熊的未知熊类。目前除了阿特拉斯棕熊外近代並沒有熊生存於非洲，除了在更新世時滅絕的埃楚斯堪熊、郊熊屬以及印度熊屬物種。
爪獸
路易斯·李奇認為南迪熊的描述與爪獸科相符，即使爪獸科屬於草食動物。
巨型狒狒
Mark A. Hall与洛伦·科尔曼（Loren Coleman）认为南迪熊是一种未知或史前幸存的巨型狒狒，南迪部族也认为南迪熊是某种灵长类动物。
未知鬣狗
一些猜测认为，南迪熊是一种未知或史前幸存的巨型鬣狗，比如在50万年前灭绝的硕鬣狗。